# Bhutáni labdarúgó-szövetség
A bhutáni labdarúgó-szövetség (angolul: Bhutan Football Federation [BFF]) Bhután nemzeti labdarúgó-szövetsége. 1983-ban alapították. A szövetség szervezi a Bhutáni labdarúgó-bajnokságot valamint a Bhutáni kupát. Működteti a Bhutáni labdarúgó-válogatottat valamint a Bhutáni női labdarúgó-válogatottat. Székhelye Timpuban található.